# ويليام نيجري
ويليام نيجري (بالإيطالية: William Negri)‏ (30 يوليو 1935 إيطاليا - 26 يونيو 2020) هو لاعب كرة قدم إيطالي، يلعب كحارس مرمى، لعب 288 مباراة وسجل 9 أهداف.

## مسيرته

### مسيرته مع المنتخبات الوطنية
- 1962 - 1965 لعب مع منتخب إيطاليا لكرة القدم 12 مباراة سجل خلالها 9 أهداف.

### مسيرته مع الأندية
- 1954 - 1957 لعب مع نادي مانتوفا 159 مباراة.
- 1957 - 1958 لعب مع مدينة الرياضة باغيرية  [لغات أخرى]‏ 6 مباريات.
- 1963 - 1967 لعب مع نادي بولونيا 79 مباراة.
- 1967 - 1968 لعب مع نادي فيتشينزا 26 مباراة.
- 1968 - 1969 لعب مع نادي جنوى 6 مباريات.